# Torotambe mirabella
Torotambe mirabella är en fjärilsart som beskrevs av Dyar 1914. Torotambe mirabella ingår i släktet Torotambe och familjen mott. Inga underarter finns listade i Catalogue of Life.